# Tecos FC
Tecos FC – meksykański klub piłkarski z siedzibą w mieście Guadalajara, w stanie Jalisco. Funkcjonował w latach 1971–2014, występując na pierwszym, drugim i trzecim szczeblu rozgrywek – odpowiednio Liga MX (1975–2012), Ascenso MX (1973–1975 i 2012–2014) oraz Segunda División (1971–1973). Domowe mecze rozgrywał na obiekcie Estadio Tres de Marzo.

## Historia
Klub założony został 5 lipca 1971 roku i gra obecnie w drugiej lidze meksykańskiej (Liga de Ascenso). W sezonie Clausura 2005 UAG przegrał w finale mistrzostw Meksyku z klubem Club América i pierwszy raz w swych dziejach został wicemistrzem Meksyku. Pierwsze mistrzostwo zespół zdobył w sezonie 1993/94, pokonując w finale play–offów Santos Lagunę. Pod koniec roku 2008 Tecos zmienili herb klubowy, a co za tym idzie stroje (z czerwono–białych na brązowo–złote). Po sezonie 2011/2012 po raz pierwszy w historii klub spadł do drugiej ligi.
| 1980–2008 | 2009– |

Klub UAG mylony jest czasami z innym zespołem o uniwersyteckiej nazwie – Universidad de Guadalajara. Z tego powodu często osiągnięcia pierwszego klubu przypisuje się drugiemu i na odwrót.

## Osiągnięcia

### Krajowe
- Liga MX
  - Zwycięstwo (1):
1994
  - Drugie miejsce (1):
Clausura 2005
- Ascenso MX
  - Zwycięstwo (2):
1975, Clausura 2014
- InterLiga
  - Drugie miejsce (1):
2010

### Międzynarodowe
- Puchar Zdobywców Pucharów CONCACAF
  - Zwycięstwo (1):
1995